# نانومتر

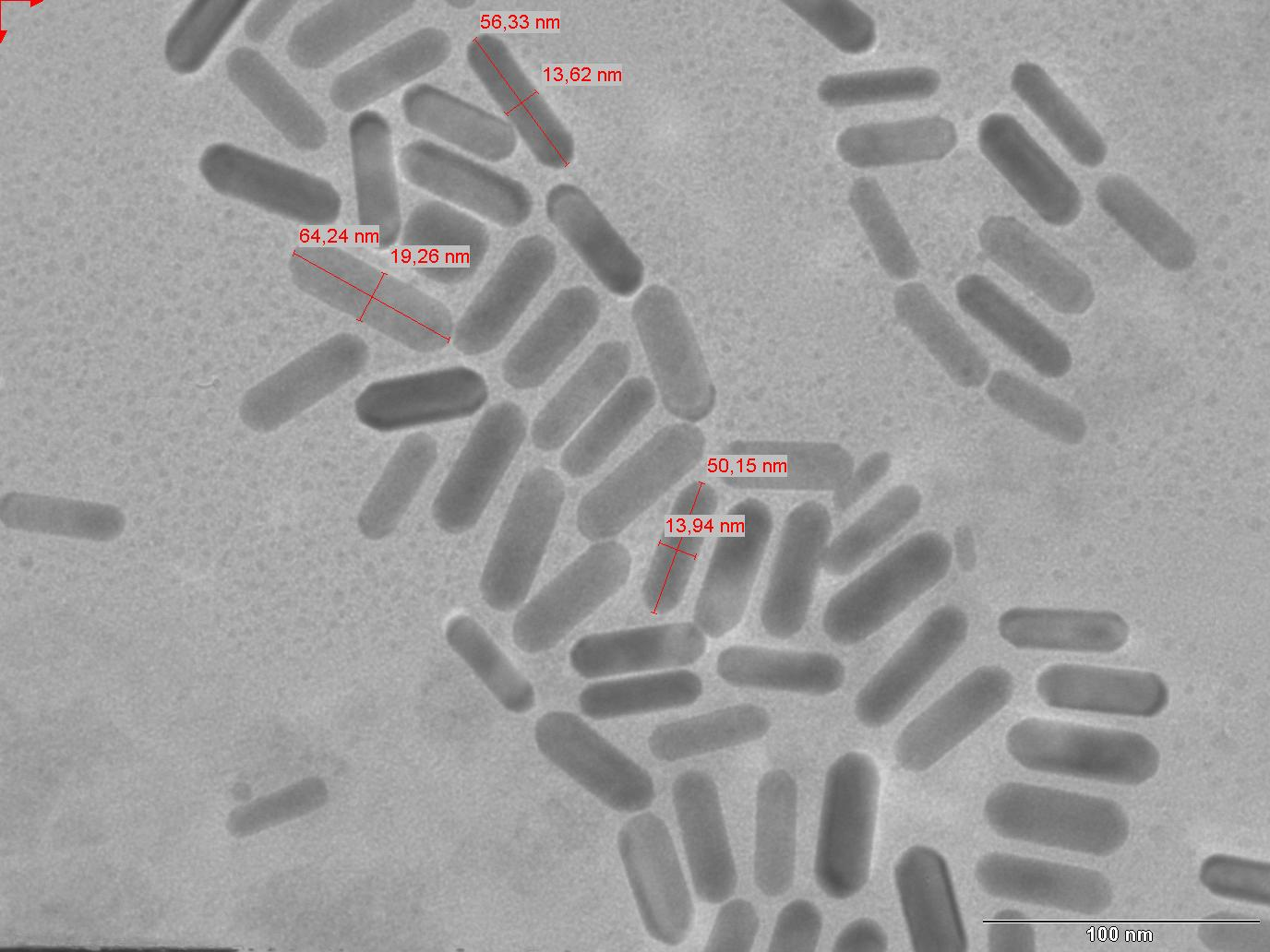
تصویری از میکروارگانیسم ها در مقیاس نانو متر

نانومتر (به انگلیسی: nm: Nanometer) یک واحد طول در سیستم متری برابر با ۹-۱۰ متر است. یک نانومتر معادل ۱۰۰۰ پیکومتر یا ۱/۱۰۰۰ میکرون است. نامگذاری ترکیبی از پیشوند SI نانو (به‌معنای کوتوله) و واحد اصلیِ متر (مترون، به‌معنای واحد اندازه‌گیری) است.
نانومتر اغلب به منظور توصیف ابعاد در مقیاس اتمی مورد استفاده است. برای مثال، قطر اتم هلیم در حدود ۰٫۱ نانومتر و قطر ریبوزوم برابر ۲۰ نانومتر می‌باشد. واحد نانومتر به‌طور عمده برای تعیین طول موج تابش الکترومغناطیسی نزدیک طیف موج مرئی مورد استفاده است: نور مرئی به‌طور مشخص بازهٔ ۳۵۰ تا ۶۸۰ نانومتر را شامل می‌شود که رنگ بنفش کوتاه ترین طول موج و رنگ سرخ بلند ترین طول موج را بین نور های مرئی دارند.(در کتاب شیمی(۱)پایه دهم دبیرستان طول موج نور مرئی بین ۴۰۰ تا ۷۰۰ نانومتر بیان شده است)؛ به‌نظر می‌رسد که نانومتر در حال جایگزینی با سایر واحدهای رایج در ابعاد با مقیاس اتمی نظیر انگستروم، که برابر ۰٫۱ نانومتر است، می‌باشد.
این واحد عموماً به حوزهٔ نانو تکنولوژی مربوط می‌شود. همچنین از اواخر دههٔ ۱۹۸۰، این واحد به‌منظور توصیف تولیدات تکنولوژیِ صنعتی در صنعت نیمه‌رسانا مورد استفاده قرار می‌گرفت.

نانومتر در ابتدا با نام میلی‌میکرون شناخته می‌شد، چراکه برابر با ۱/۱۰۰۰ میکرون است.